# Harry Allen (calciatore)
Harry Allen (Walsall, 19 gennaio 1866 – Walsall, 23 febbraio 1895) è stato un calciatore inglese, di ruolo centrocampista.

## Carriera

### Club
Trascorse l'intera carriera in Inghilterra.

### Nazionale
Conta cinque presenze con la nazionale inglese, con cui ha esordito nel 1888.

## Statistiche

### Cronologia presenze e reti in nazionale
| Cronologia completa delle presenze e delle reti in nazionale ― Inghilterra | Cronologia completa delle presenze e delle reti in nazionale ― Inghilterra | Cronologia completa delle presenze e delle reti in nazionale ― Inghilterra | Cronologia completa delle presenze e delle reti in nazionale ― Inghilterra | Cronologia completa delle presenze e delle reti in nazionale ― Inghilterra | Cronologia completa delle presenze e delle reti in nazionale ― Inghilterra | Cronologia completa delle presenze e delle reti in nazionale ― Inghilterra | Cronologia completa delle presenze e delle reti in nazionale ― Inghilterra |
| Data                                                                       | Città                                                                      | In casa                                                                    | Risultato                                                                  | Ospiti                                                                     | Competizione                                                               | Reti                                                                       | Note                                                                       |
| -------------------------------------------------------------------------- | -------------------------------------------------------------------------- | -------------------------------------------------------------------------- | -------------------------------------------------------------------------- | -------------------------------------------------------------------------- | -------------------------------------------------------------------------- | -------------------------------------------------------------------------- | -------------------------------------------------------------------------- |
| 4-2-1888                                                                   | Crewe                                                                      | Galles                                                                     | 1 – 5                                                                      | Inghilterra                                                                | Torneo Interbritannico 1888                                                | -                                                                          |                                                                            |
| 17-3-1888                                                                  | Glasgow                                                                    | Scozia                                                                     | 0 – 5                                                                      | Inghilterra                                                                | Torneo Interbritannico 1888                                                | -                                                                          |                                                                            |
| 7-4-1888                                                                   | Belfast                                                                    | Irlanda                                                                    | 1 – 5                                                                      | Inghilterra                                                                | Torneo Interbritannico 1888                                                | -                                                                          |                                                                            |
| 13-4-1889                                                                  | Londra                                                                     | Inghilterra                                                                | 2 – 3                                                                      | Scozia                                                                     | Torneo Interbritannico 1889                                                | -                                                                          |                                                                            |
| 5-4-1890                                                                   | Glasgow                                                                    | Scozia                                                                     | 1 – 1                                                                      | Inghilterra                                                                | Torneo Interbritannico 1890                                                | -                                                                          |                                                                            |
| Totale                                                                     |                                                                            | Presenze                                                                   | 5                                                                          |                                                                            | Reti                                                                       | 0                                                                          |                                                                            |

## Palmarès

### Club

#### Competizioni nazionali
- Coppa d'Inghilterra: 1

Wolverhampton: 1892-1893